# Eparchia di San Michele di Sydney dei melchiti
L'eparchia di San Michele di Sydney dei melchiti (in latino Eparchia Sancti Michaëlis Sydneyensis Graecorum Melkitarum) è una sede della Chiesa cattolica greco-melchita immediatamente soggetta alla Santa Sede. Nel 2022 contava 53.500 battezzati. È retta dall'eparca Robert Rabbat.

## Territorio
L'eparchia comprende tutti i fedeli della Chiesa cattolica greco-melchita in Australia e Nuova Zelanda.
Sede eparchiale è la città di Darlington, sobborgo di Sydney, nel Nuovo Galles del Sud, dove si trova la cattedrale di San Michele e di tutti gli Angeli (Saint Michael and all the Angels Cathedral).
Il territorio è suddiviso in 13 parrocchie.

## Storia
La presenza cattolica melchita in Australia risale alla metà del XIX secolo. Il primo prete melchita a visitare il Paese fu l'archimandrita soarita Silwanos Mansour, che da inizio alla costruzione della prima chiesa melchita, oggi cattedrale, inaugurata nel 1895.
L'eparchia è stata eretta il 26 marzo 1987 con la bolla Quae quantaque di papa Giovanni Paolo II.
Il 22 settembre 1999 papa Giovanni Paolo II, con decreto della Congregazione per le Chiese Orientali, ha esteso la giurisdizione degli eparchi anche ai fedeli melchiti della Nuova Zelanda.

## Cronotassi dei vescovi
- George Riashi, B.C. † (26 marzo 1987 - 28 luglio 1995 nominato arcieparca di Tripoli del Libano)
- Issam John Darwich, B.S. (4 agosto 1995 - 15 giugno 2011 nominato arcieparca di Zahleh e Furzol)
- Robert Rabbat, dal 15 giugno 2011

## Statistiche
L'eparchia nel 2022 contava 53.500 battezzati.
| anno | popolazione | popolazione | popolazione | presbiteri | presbiteri | presbiteri | presbiteri                | diaconi | religiosi | religiosi | parrocchie |
| anno | battezzati  | totale      | %           | numero     | secolari   | regolari   | battezzati per presbitero | diaconi | uomini    | donne     | parrocchie |
| ---- | ----------- | ----------- | ----------- | ---------- | ---------- | ---------- | ------------------------- | ------- | --------- | --------- | ---------- |
| 1990 | 25.000      | ?           | ?           | 13         | 9          | 4          | 1.923                     | 2       | 4         |           | 8          |
| 1999 | 45.000      | ?           | ?           | 9          | 7          | 2          | 5.000                     | 3       | 2         |           | 7          |
| 2000 | 45.000      | ?           | ?           | 10         | 8          | 2          | 4.500                     | 2       | 2         |           | 9          |
| 2001 | 45.000      | ?           | ?           | 12         | 10         | 2          | 3.750                     | 2       | 3         |           | 10         |
| 2002 | 45.000      | ?           | ?           | 11         | 11         |            | 4.090                     | 3       | 1         |           | 8          |
| 2003 | 45.000      | ?           | ?           | 12         | 12         |            | 3.750                     | 2       | 1         |           | 10         |
| 2004 | 45.000      | ?           | ?           | 16         | 16         |            | 2.812                     |         |           |           | 13         |
| 2009 | 50.000      | ?           | ?           | 18         | 18         |            | 2.777                     | 2       |           | 2         | 10         |
| 2010 | 50.000      | ?           | ?           | 17         | 17         |            | 2.941                     | 7       |           | 5         | 13         |
| 2014 | 52.900      | ?           | ?           | 13         | 11         | 2          | 4.069                     | 7       | 2         | 3         | 13         |
| 2017 | 55.192      | ?           | ?           | 12         | 10         | 2          | 4.599                     | 8       | 2         | 2         | 13         |
| 2020 | 52.000      | ?           | ?           | 9          | 9          |            | 5.777                     | 9       |           |           | 13         |
| 2022 | 53.500      | ?           | ?           | 9          | 9          |            | 5.944                     | 8       |           |           | 13         |